# 枡千
尼崎枡千（あまがさきますせん）は、兵庫県尼崎市に本店を構える老舗かまぼこ専門店である。江戸時代末期の安政年間（1854年-1860年）に創業し、170年以上の歴史を持つ。

## 概要
尼崎枡千は、尼崎中央・三和・出屋敷商店街の中央四番街商店街に位置し、かまぼこや練り物の製造・販売を行っている。特に、揚げかまぼこ（天ぷら）が有名で、地元で長年愛されている。

## 特徴
- 製品: 主力商品は揚げかまぼこ（天ぷら）で、白天、イカ天、ごぼう天、豆天、生姜天、平天など常時7種類が用意されている。
- 製法: 添加物を使用せず、新鮮で上質な魚を石臼ですり身にし、具材を混ぜて型に入れ、大型フライヤーで揚げている。
- 人気商品: 「さんしょう天」は、店舗リニューアルに伴い開発された新商品で、現在は看板商品となっている。

## 評価と受賞
尼崎枡千の天ぷら（揚げかまぼこ）は、第一回「メイドインアマガサキコンペ」においてグランプリを受賞し、尼崎を代表する製品の一つとして認められている。

## 地域との関わり
尼崎枡千は地元の人々に深く愛されている。特に、貴布禰神社でだんじり祭りが行われる際には来客が増加する。また、2023年に38年ぶりに阪神タイガースがセ・リーグ優勝を果たした際も、多くのファンが祝いの品として尼崎枡千の商品を求めた。

## 歴史
尼崎枡千は、その長い歴史と伝統的な製法、そして地域に根ざした商品開発により、尼崎の食文化を代表する存在として認知されている。かつて漁師町だった尼崎の記憶を今に伝える老舗店として、全国からも注文が殺到する名店となっている。
江戸時代末期の安政年間（1854年-1860年）に創業し、初代の枡千は尼崎の漁師町で魚の行商をしていた。その後、魚の行商から魚の加工へと転換し、かまぼこ屋として発展した。